# Energoinvest (Bělehrad)
Budova společnosti Energoinvest (v srbské cyrilici Енергоинвест) se nachází v srbské metropoli Bělehradu, na adrese Bulevar despota Stefana 15 v samotném centru města.
Brutalistní stavbu navrhl architekt Mihajlo Mitrović, který byl také autorem mrakodrapu Genex Tower v Novém Bělehradu. Šestipatrová budova je nápadná díky atypickým oknům, dekorativním prvkům na betonové fasádě a modrým panelům. Stavební práce na budově probíhaly v letech 1968 až 1971.